# Natja Brunckhorst
Pour les articles homonymes, voir Brunckhorst.
Natja Brunckhorst, née le 26 septembre 1966 à Berlin-Ouest, est une actrice, scénariste et réalisatrice allemande.
Elle est principalement connue pour son interprétation de Christiane F. dans Moi, Christiane F., 13 ans, droguée, prostituée….

## Biographie
À 14 ans, elle est remarquée par le réalisateur Uli Edel qui la choisit pour le rôle de Christiane Felscherinow dans Moi, Christiane F., 13 ans, droguée, prostituée.... Le tournage dure d'août à novembre 1980 et son interprétation est saluée tant par la critique que par le public.
Pour échapper à la pression du tapage médiatique autour du film, elle se rend en Angleterre où elle poursuit ses études jusqu'en 1986. Elle séjourne ensuite à Paris.
En 1987, Natja Brunckhorst retourne en Allemagne, où elle suit des études d'art dramatique à la Schauspielschule Bochum. Elle en sort diplômée en 1991. Pendant ce temps, elle tourne d'autres films, relativement inconnus comme Enfants de pierre ou Babylone. Sa carrière s'interrompt vers 1993 alors qu'elle se bat contre un cancer, dont elle guérit.
En 1998, elle écrit pour la première fois un scénario, celui de la série télévisée Einsatz Hamburg Süd. Elle poursuit pendant 26 épisodes. En 2000, Natja Brunckhort apparaît aux côtés de Franka Potente et Benno Fürmann dans le film La Princesse et le Guerrier. Depuis 2002, elle est également apparue dans 105 épisodes de la série Dr. Sommerfeld - Neues vom Bülowbogen.

### Vie privée
Elle vit à Munich avec sa fille Emma, née en 1991 d'une relation avec l'acteur Dominic Raacke qui dura de 1988 à 1993[réf. nécessaire].

## Filmographie

### Actrice

#### Cinéma
- 1981 : Moi, Christiane F., 13 ans, droguée, prostituée... (Christiane F. – Wir Kinder vom Bahnhof Zoo) d'Uli Edel : Christiane F
- 1982 : Querelle de Rainer Werner Fassbinder : Paulette
- 1989 : Tiger, Löwe, Panther de Dominik Graf
- 1990 : Veilchenbonbons de Carolin Otto (court métrage)
- 1990 : Die Spitzen der Gesellschaft de Franz Novotny :  la journaliste télé Maxie
- 1992 : Babylon - Im Bett mit dem Teufel de Ralf Huettner : Maria
- 1995 : Pack mich de Lenard Fritz Krawinkel (court métrage) : Chantal
- 1997 : Die Story von Monty Spinneratz de Michael F. Huse : Mrs. Lucy
- 1997 : Dumm gelaufen de Peter Timm : la cheffe
- 1997 : Rendezvous de Werner Fuchs (court métrage)
- 1999 : Hiob de Klaus Knoesel (court métrage) : Judith
- 2000 : La Princesse et le Guerrier (Der Krieger und die Kaiserin) de Tom Tykwer : Meike
- 2009 : Mein de Detlef Bothe : la mère de Klaus
- 2011 : Totem de Jessica Krummacher : Claudia Bauer
- 2024 : La Belle affaire (Zwei zu Eins) d'elle-même : la garde-frontière

#### Téléfilms
- 1987 : Kinder aus Stein de Volker Maria Arend : Carola
- 1993 : Die Skrupellosen : Hörigkeit des Herzens de Carlo Rola : Kathrin
- 1996 : Dar verletzte Lächeln d'Andreas Gruber : Marlene
- 1996 : Eine fast perfekte Liebe de Lutz Konermann : Uschi
- 1997 : Virus X - Der Atem des Todes de Lutz Konermann : Wittmann, Labor
- 1997 : Kalte Küsse de Carl Schenkel : Eva "Lamia" Wessel

#### Séries télévisées
- 1989 : Der Fuchs, épisode 7 Schach und Rauch : la championne d'échecs
- 1994 : Commissaire Léa Sommer (Die Kommissarin), épisode 11 Corinna de Jörg Grünler : Corinna Lampert
- 1995 : Alles ausser Mord !, saison 2, épisode 6 Y.?17 de Sigi Rothemund : Vera Heithoff
- 1998 : Dr. Sommerfeld - Neues vom Bülowbogen, épisode 9 Amour fou de Karsten Wichniarz : Eva Müller
- 1998 : OP ruft Dr. Bruckner - Die besten Ärzte Deutschlands, saison 2, épisode 5 Reise in einen anderen Körper : Marion
- 2011 : Bridage du crime (SOKO Leipzig), saison 11? épisode 19 Wut im Bauch de Klaus Knoesel : Christa Lindemann
- 2016 : Police 110 (Polizeiruf 110), saison 45, épisode 1 Und vergib uns unsere Schuld de Marco Kreuzpaintner : la psychologue pour enfants

### Scénariste
- 1994-2006 : Commissaire Léa Sommer (Die Kommissarin) (série télévisée)
- 1997 : Einsatz Hamburg Süd (série télévisée)
- 1999 : Hiob (court métrage)
- 2001 : Wie Feuer und Flamme de Connie Walter (court métrage)
- 2009-2012 : Tatort, 2 épisodes : Oben und Unten et Dinge, die noch zu tun sind (série télévisée)
- 2010 : Wie ein Stern am Himmel de Hartmut Griesmayr (téléfilm)
- 2013 : The Night Taxi de Will Thomas Freeman (court métrage)
- 2013 : Knight Rusty, épisode 17 The Tithe (série télévisée)
- 2017 : Amelie rennt de Tobias Wiemann

### Réalisatrice
- 2006 : La Mer (court métrage), coréalisé avec Frank Griebe
- 2021 : L'Ordre des choses (de) (Alles in bester Ordnung)
- 2024 : La Belle Affaire (Zwei zu Eins)